# Prusiek

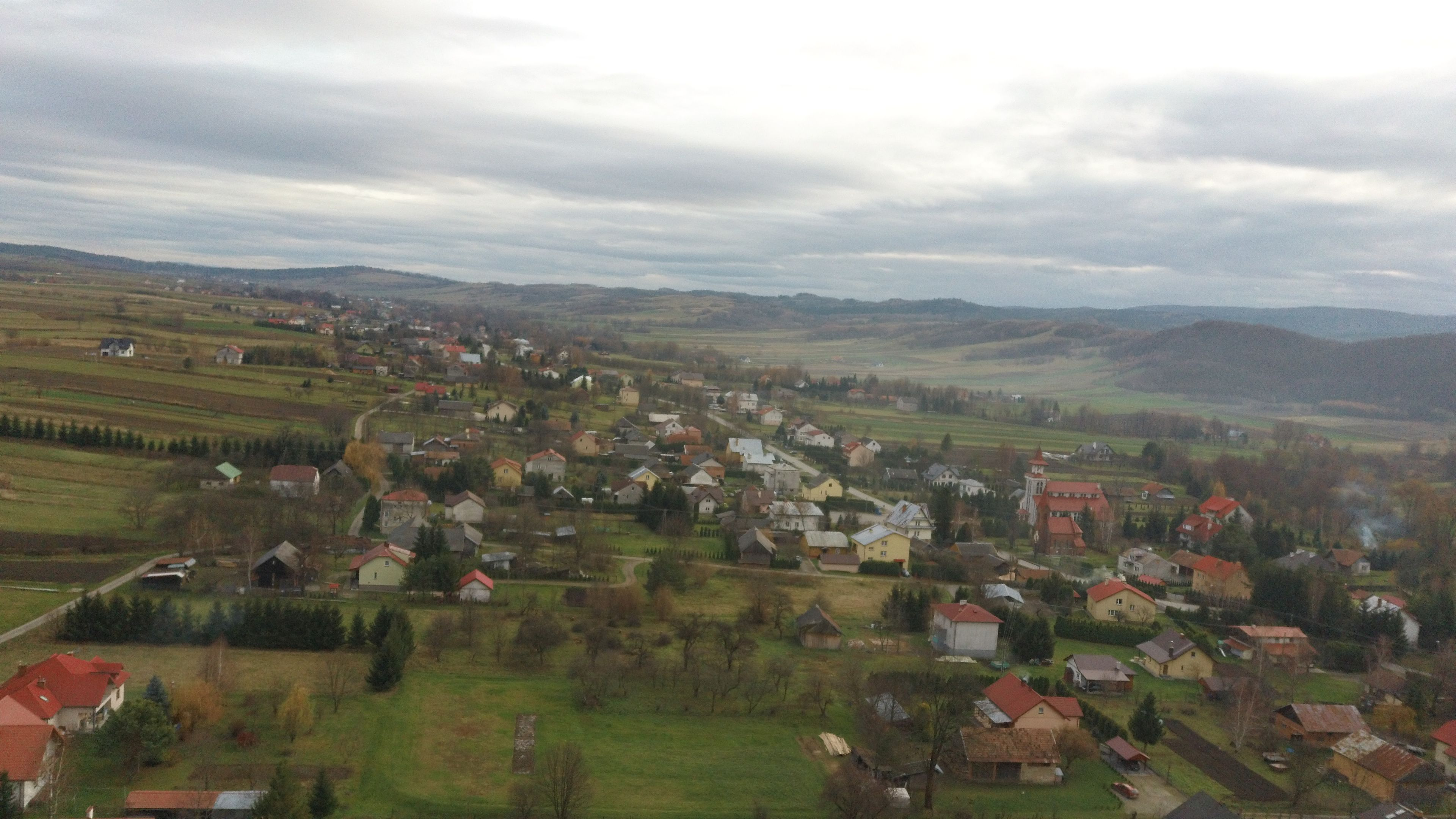
Prusiek z lotu drona

Prusiek – wieś w Polsce, położona w województwie podkarpackim, w powiecie sanockim, w gminie Sanok, na Pogórzu Bukowskim. Przez wieś prowadzi droga powiatowa nr 2229R Prusiek–Wysoczany.
Miejsce zasiedlone od czasów starożytnych – wykopaliska archeologiczne potwierdzają ślady kultury przeworskiej z II wieku n.e. Na terenie miejscowości odkryto pierwsze cmentarzysko kultury przeworskiej w Karpatach, datowane na drugą połowę II wieku naszej ery. Prace wykopaliskowe prowadzone tam od 2000 roku ujawniły, że ludność do której należało owo cmentarzysko posiadała nawiązania z tzw. wschodnią strefą kultury przeworskiej, tj. z prawobrzeżnym Mazowszem. Chronologicznie znaleziska prusieckie są zgodne z przekazem Ptolemeusza, mówiącym o przenikaniu pewnych grup Wandalów – Lakringów, Hasdingów i Wiktofalów na południe w tereny dorzecza Cisy. Dzięki temu można przypuszczać, że część ludności kultury przeworskiej stanowili Wandalowie, którzy przez krótki okres, w drodze na południe zasiedlali te tereny i założyli swą nekropolię w Prusieku.

## Integralne części wsi
| SIMC    | Nazwa        | Rodzaj    |
| ------- | ------------ | --------- |
| 0359557 | Kąt          | część wsi |
| 0359563 | Na Moście    | część wsi |
| 0359570 | Pod Obszarem | część wsi |
| 0359586 | W Łęgu       | część wsi |
| 0359592 | Za Rzeką     | część wsi |

## Historia
Pierwsza wzmianka pisemna Piossek 1361, Proschek 1398, Proseg 1424, villa Prossek 1426, Pruszyek 1489, Prosek XV wiek, Prusziek 1589. Nazwa wsi ma etymologię słowiańską s-c-s Prosek, pol. przesiek w znaczeniu jako miejsce obronne, zawalone wyrębem. Osada przed rokiem 1340 wchodziła w skład systemu obronnego Sanoka. Prawdopodobnie wieś lokowana była przez księcia Jerzego II, jako wieś służebna grodu sanockiego. Zapewne było to miejsce związane z wojną, walką, pobojowisko, podobnie jak przyległe Zboiska, Ratnawica czy Pobiedno. Od 1402 roku lokowana na prawie niemieckim. Od roku 1539 sołectwo dzierżawione było przez Mikołaja Herburta Odnowskiego. W roku 1565 wieś dzierżawił Jan Herburt, który otrzymał wójtostwo w spadku po Mikołaju Herburcie. Wieś królewska  położona na przełomie XVI i XVII wieku w ziemi sanockiej województwa ruskiego, w drugiej połowie XVII wieku należała starostwa sanockiego.
Do roku 1772 województwo ruskie, ziemia sanocka. Od 1772 roku należał do cyrkułu leskiego, a następnie sanockiego w kraju Galicja.
Zimą 1846 roku mieszkańcy wsi wzięli czynny udział w rzezi galicyjskiej.
W połowie XIX wieku właścicielem posiadłości tabularnej w Prusieku był Stanisław Wisłocki. Pod koniec XIX wieku właścicielem tabularnym dóbr we wsi był Edmund Wasylkowski, który w 1905 roku Edmund Wasilewski oraz dwóch współwłaścicieli posiadali we wsi obszar 1110,5 ha.

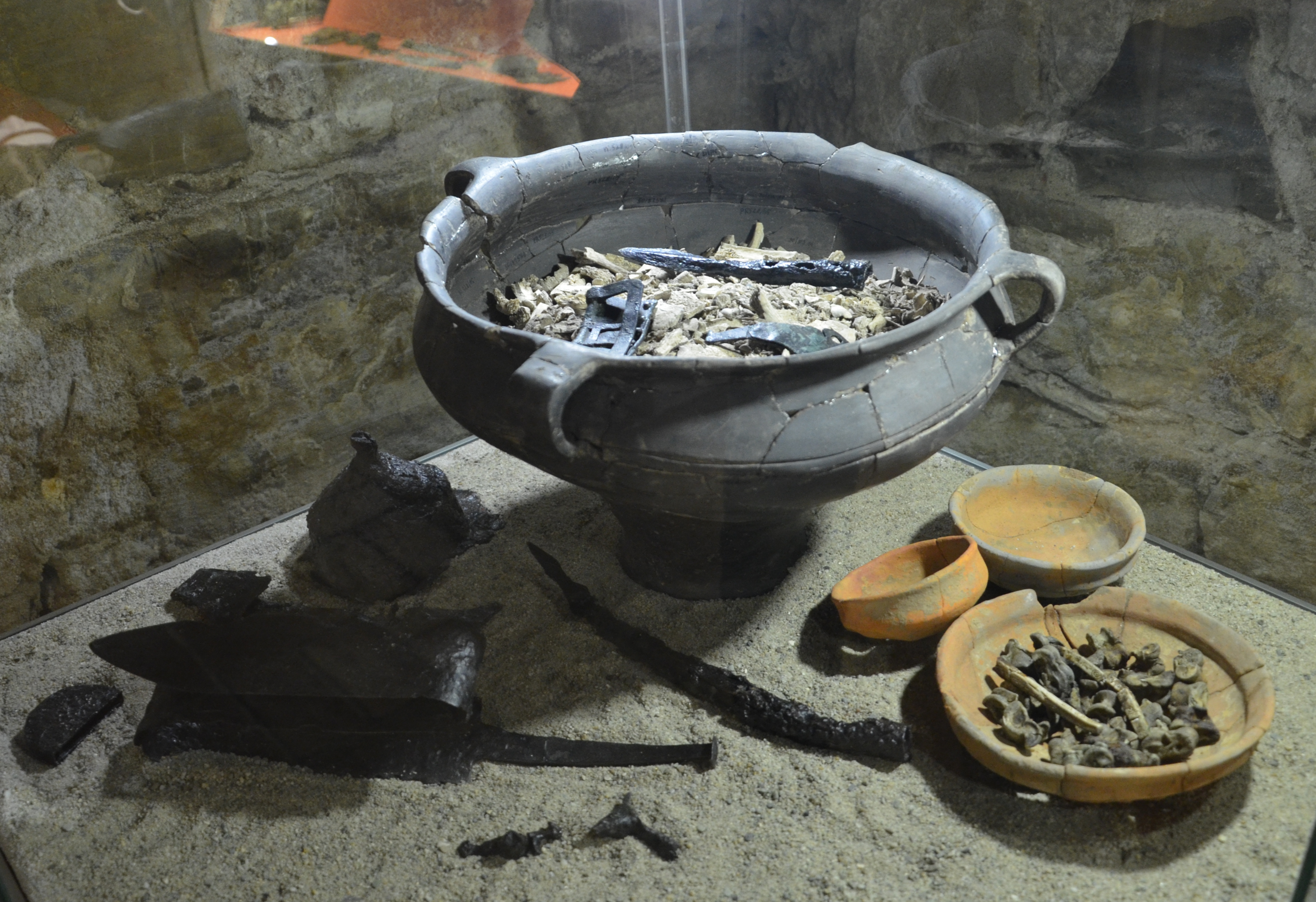
Popielnica i zabytki z okresu Hasdingów, umbo, miecz, klamry pasów, ostrogi, nóż, wydobyte z cmentarzyska kultury przeworskiej w Prusieku, ekspozycja działu archeologicznego Museum Historycznego w Sanoku (2016)

Do roku 1944 funkcjonowała we wsi cerkiew greckokatolicka, została zniszczona podczas działań frontowych, w wyniku ostrzału rosyjskiego w połowie września 1944 roku.
W 1891 roku w Prusieku urodził się Zygmunt Puchalik, kapitan żandarmerii i Korpus Ochrony Pogranicza, ofiara zbrodni katyńskiej w 1940 roku.
W czasie okupacji niemieckiej mieszkająca we wsi rodzina Pyrcaków udzieliła pomocy Żydom, Mojżeszowi Liberman, Förerom, Ichelowi Propperowi, Muszkce Propper, Anekowi Stein, Krammerom. W 1984 roku Instytut Jad Waszem podjął decyzję o przyznaniu Stanisławowi, Stefanii i Michałowi Pyrcak tytułu Sprawiedliwych wśród Narodów Świata.
15 listopada 1945 oraz w nocy z 19 na 20 października 1946 nacjonaliści ukraińscy z OUN-UPA dokonali napadów na wieś, mordując tutaj 18 Polaków. W czasie drugiego napadu spalono 50 polskich gospodarstw.
W Prusieku znajdują się dwa kościoły rzymskokatolickie. Stary wybudowany w latach 1912–1920. Nowy wybudowany w latach 1994–1996. Od roku 1920 działa we wsi jedno z najstarszych w regionie kół gospodyń wiejskich, któremu obecnie przewodniczy Daniela Tymczak. Z urządzeń komunalnych we wsi znajduje się wodociąg oraz kanalizacja. Największe gospodarstwo rolne ma pow. 10 ha. (2006).
W latach 1975–1998 miejscowość administracyjnie należała do województwa krośnieńskiego, obecnie w województwie podkarpackim.

## Przebieg ataków Ukraińskiej Powstańczej Armii na wieś Prusiek[17]

### Geneza
Jesień 1945 – początek mają wysiedlenia Ukraińców do ZSRR. We wsi Prusiek wysiedlenie przebiega w trzech turach – od jesieni 1945 do wiosny 1946 roku. Akcję nadzoruje Wojsko Polskie. Nasilają się konflikty polsko-ukraińskie w całym regionie.

### Przebieg
Jesień 1945 – oddział UPA z sotni Chrina dokonuje mordu na rodzinie Ziembickich. Giną dwaj bracia Jan i Tadeusz Ziembiccy. Ich matka, siostra Kazimiera i 6-letni brat Władysław zostają ranni. Ojciec rodziny ratuje się ucieczką.
Maj 1946 – żołnierz polski, chor. Stanisław Książek z 34 pułku piechoty stacjonującego w Sanoku, w tym czasie najprawdopodobniej należący już do Samodzielnego Batalionu NSZ Antoniego Żubryda, zastrzelił mieszkańca Prusieka narodowości ukraińskiej, posądzonego o nasłanie band UPA na rodzinę Ziembickich.
Trwa dalsze wysiedlanie ludności ukraińskiej z Prusieka. Część domów opuszczonych przez wysiedlonych mieszkańców narodowości ukraińskiej jest zajmowana przez miejscową ludność pochodzenia polskiego, często krewnych, pochodzących z mieszanych małżeństw.
Sierpień 1946 – działalność band UPA widać w pobliskich miejscowościach, gdzie płoną domy oraz kościoły i nierzadko cerkwie (w okresie wiosna–lato 1946 spalono praktycznie całe miasto Bukowsko).
Do domu nauczycielki – Stefanii Belina, pracującej w Szkole Podstawowej w Prusieku – dociera wiadomość dostarczona przez nieznaną z imienia i nazwiska dziewczynkę o treści: „Do nauczycielstwa w Prusieku. Jako wasz kolega po fachu ostrzegam was: zabierajcie co macie i uciekajcie z Prusieka, gdyż do krwawych porachunków z Prusiekiem przyjść musi. Zajęliście nasze domy i ziemie, mordowaliście naszych braci, w szkole staraliście się wynaradawiać nasze dzieci i za to musicie otrzymać zapłatę krwawą.”
Zaalarmowany treścią tego listu sołtys wsi Prusiek – Szymon Galik udaje się do PUBP w Sanoku. Otrzymuje kilkadziesiąt karabinów i organizuje posterunki i nocne warty wzdłuż całej wsi. Zadanie jest utrudnione przez to, że wieś rozciąga się na długości ok. 2 km po obydwu brzegach potoku Niebieszczanka. W ówczesnych warunkach personalnych i zbrojeniowych skuteczna, obrona takiego odcinka była dość trudna.
15 października 1946 – Urząd Bezpieczeństwa w Sanoku niespodziewanie dokonuje szczegółowej rewizji w Prusieku i konfiskuje wszelką nielegalnie posiadaną broń (często zdobytą w czasie II wojny światowej). Kilkoro mieszkańców wsi zostaje aresztowanych. Obronność wsi tym samym drastycznie zmalała. UPA mająca dobre rozeznanie wśród mieszkańców doskonale wiedziała o konfiskacie broni oraz aresztowaniu części ludności.
19 października 1946 – trwają przygotowania do wystawy rolniczej, która ma się odbyć w niedzielę 20 X 1946 r. Młodzież zaangażowana w wydarzenie wykonuje podłogę w Domu Ludowym gdzie ma się odbyć wystawa. Przygotowania trwają do późnych godzin nocnych. Straż wyznaczona do ochrony wsi przed bandami UPA, znajduje się na posterunkach. Około godziny 24 słychać ujadanie psów od strony pobliskich Zboisk.
20 października 1946 – trzy rakiety świetlne zostają wystrzelone na Prusiekiem, co miało być sygnałem dla band UPA do ataku. Atak następuje od południowej strony wsi z trzech stron: od strony Niebieszczan (gdzie istniał silny opór ze strony polskiej, UPA obawiało się odwetu oddziałów polskich); od strony potoku Modrza oraz wsi Zboiska, skierowany na samo centrum wsi; oraz od wsi Sanoczek – tam banderowcy spalili drewniany most prowadzący do Bukowska. Posuwając się do centrum wsi, palą poukraińskie domy. Ofensywa na wieś trwa, ginie każdy kto stanie banderowcom na drodze. Po około godzinie od rozpoczęcia ataku płonie praktycznie większość zabudowań wiejskich. W trakcie starć giną mieszkańcy wsi: Władysław Galik (syn sołtysa Szymona Galika), Ludwik Niemiec, Antoni Starzecki, Antoni Niemiec, Karolina Rudy, Stanisław Ziembicki, Kazimierz Szelka. Po stronie UPA straty wyniosły 3 zabitych i wielu rannych. Nad ranem nadchodzą z odsieczą zorganizowane oddziały chłopskie z Długiego oraz Niebieszczan. Ukraińcy z oddziałów UPA zabierając rannych i skradzione łupy wycofują się w stronę Zboisk, prawdopodobnie do osady Bełchówka. Ostatecznie na terenach wsi oraz przyległych sprawę band UPA rozstrzyga Wojsko Polskie, które było głównym egzekutorem akcji Wisła.